# Kępa Wieloryb

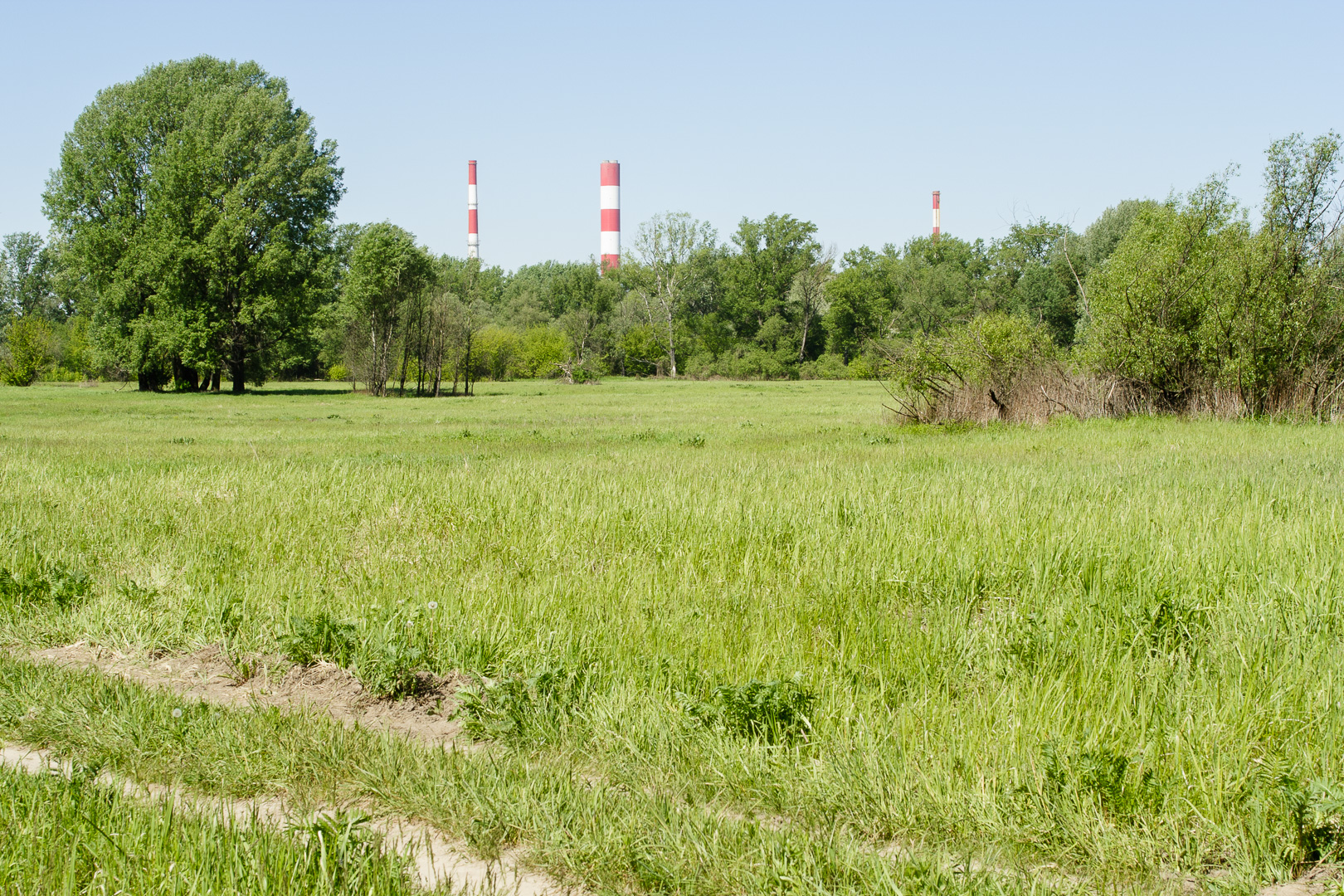
Na Kępie Wieloryb (w głębi na drugim planie kominy Elektrociepłowni Siekierki)

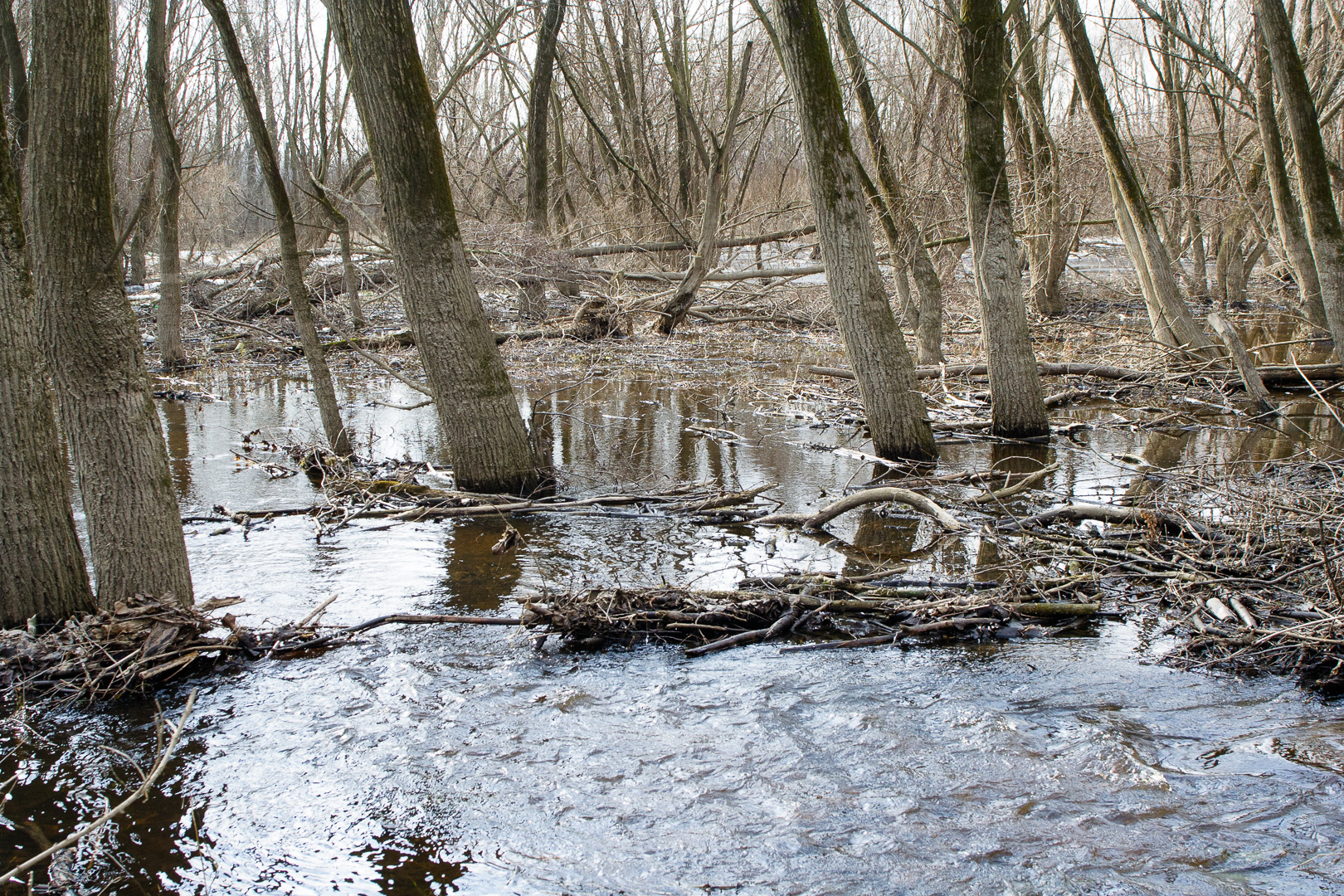
Kępa Wieloryb, las łęgowy w pobliżu ujścia Starej Wisły na przedwiośniu

Kępa Wieloryb – największa kępa w obrębie koryta Wisły w Warszawie. Położona jest w dzielnicy Wawer między Miedzeszynem a osiedlem Las. Od strony prawego brzegu Wisły odcinają ją wysychające starorzecza – łacha Stara Wisła.

## Nazewnictwo
Z lotu ptaka wciąż jeszcze jest widoczny jej charakterystyczny kształt kępy przypominający płetwala błękitnego. Według niektórych źródeł nazwa pochodzi jednak od licznych szczupaków, które wpływały w łachę i na zalane wodą łąki na tarlisko w czasach, gdy Wisła nie była jeszcze uregulowana. Łowiący je miejscowi mieli wówczas mówić, że w kympie jest wielorybóf.
Według Państwowego Rejestru Nazw Geograficznych (PRNG) pomiędzy Kępą Wieloryb (Starą Wisłą) a Wałem Miedzeszyńskim w okolicach Kanału Nowe Ujście położona jest łąka Wieloryb. Jej punkt centralny położony jest na północ od kanału na środku obszaru pomiędzy nim, Starą Wisłą a wałem. Tuż na południe od kanału znajduje się z kolei łąka Cisie. Na planie Warszawy obydwie nazwy są przesunięte nieco na południe od kanału.
Można też spotkać się z terminami Kępa Cisie i Kępa Wieloryb oraz Wyspa Wieloryb.
Z kolei nazwą „Stara Wisła” określa się również znajdujące się w rejonie Lisów po drugiej stronie Wisły dawne zakole Wilanówki o promieniu ok. 1 km.
Na planie Wisły ukazującym stan jej koryta w 1892 roku czyli kilka lat po rozpoczęciu regulacji rzeki, w miejscu Kępy Wieloryb zaznaczone są dwie wyspy – na północy podpisana  nazwą „Wyspa bezimienna”, mocno wydłużona, na południu nie podpisana żadną nazwą, owalna. Druga wyspa jest częściowo przykryta planowanym uregulowanym korytem Wisły.
Jednak na rosyjskiej mapie Wisły z lat 1875-77 w rejonie tym naniesiona jest tylko jedna długa wyspa, a pomiędzy nią a prawym brzegiem Wisły kilka mniejszych wysepek.

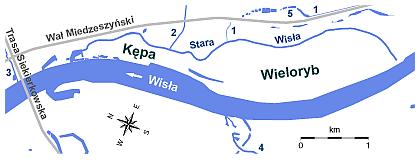
Kępa Wieloryb – schematyczna mapka. Dodatkowe oznaczenia: 1 – Rów Miedzeszyński, 2 – Kanał Nowe Ujście, 3 – Kanał Nowa Ulga, 4 – Wilanówka, 5 – Łacha Kuligowska.

## Przyroda
Na Kępie można spotkać sarny, zająca, jeża, tchórza, kunę, piżmaka, wiele gatunków ptaków, płazów, owadów i innych bezkręgowców. Wśród kilkudziesięciu gatunków ptaków chronionych unijną dyrektywą ptasią wymieniane są krętogłów, derkacz, muchołówki, bielik. Bieliki próbowały założyć gniazdo, ale zostały wypłoszone przez właściciela działki na Wielorybie (a raczej obok – patrz dalej), który rozpoczął budować pole golfowe. W 1996 r. na kępie widziany był łoś. Kępa jest porośnięta m.in. wikliną. Według niektórych źródeł w czasach gdy Wisła nie była jeszcze uregulowana, wiosną przy wysokim stanie wody wpływały w łachę i na zalane płytką wodą łąki na tarlisko niezliczone ilości szczupaków.
Kępa położona jest na obszarze specjalnej ochrony ptaków (OSO) Natura 2000 „Dolina Środkowej Wisły” (PLB140004) oraz Warszawskiego Obszaru Chronionego Krajobrazu (Dz. Urz. Woj. Maz. Nr 42/14.02.2007 r., poz. 870).
Znajduje się na niej nielegalne wysypisko gruzu. Jesienią 2007 roku (lub na początku 2008 roku) ciężarówki zaczęły bowiem zwozić na wspomnianą wyżej działkę ziemię zanieczyszczoną gruzem przygotowując teren pod budowę pola golfowego, w wyniku czego zostało zniszczonych 30 ha łęgów (lub 38 ha terenu). Regionalny Zarząd Gospodarki Wodnej (RZGW) zwolnił inwestora z zakazów tylko na niewielkiej części tego obszaru. Sprawą zainteresowały się Towarzystwo Przyrodnicze (TP) Bocian i Fundacja „Ja Wisła”. Zwożenie gruzu wstrzymano w drugiej połowie lutego 2008 roku.
Należy zwrócić uwagę, że ten położony w okolicach ulicy Droga Golfowa teren lokalizowany przez wiele źródeł na Wielorybie tak naprawdę przylega tylko do kępy, ponieważ znajduje się na zewnątrz obszaru ograniczonego przez Starą Wisłę i Wisłę.
Już wcześniej były tutaj trzy hale namiotowe do gry w tenisa i paintball, przed laty zrzucano też nielegalnie gruz.

## Użytkowanie

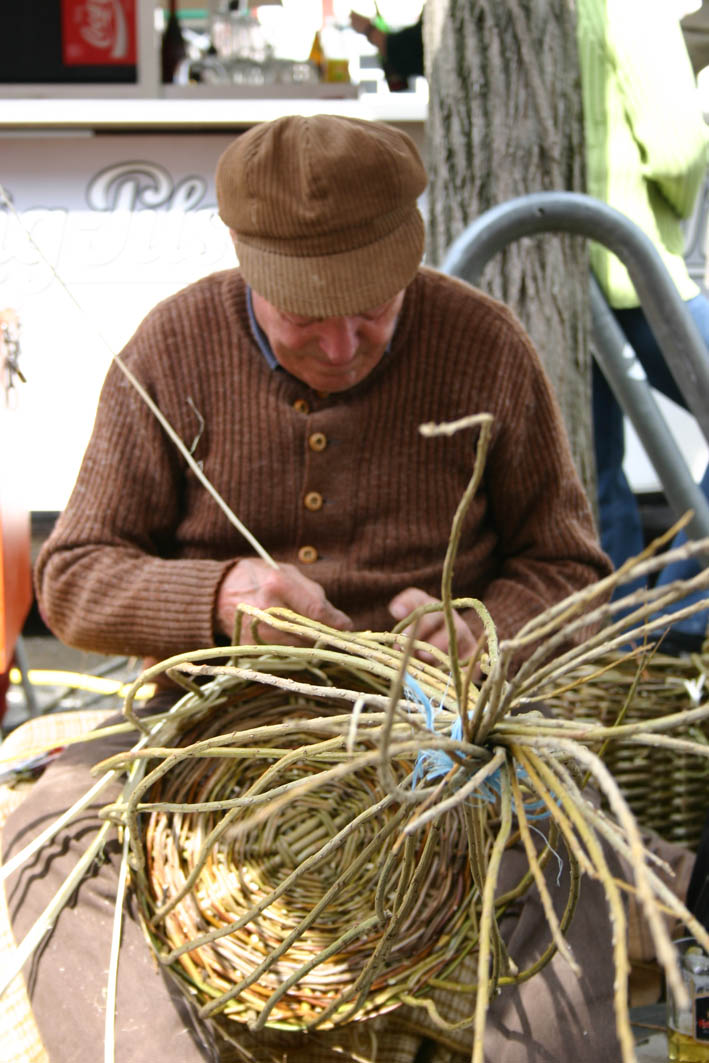
Wyplatanie wikliny

Od ostatniej dekady XIX wieku chłopi z Lasa, Kuligowa, Błot i Nowej Wsi na prawym brzegu Wisły oraz niektórych miejscowości na lewym zajmowali się masowo wyplataniem koszy wiklinowych. Jeden z historyków Wawra Henryk Wierzchowski w swojej monografii na temat Lasa pisze, że mieszkańcy tej miejscowości wykorzystywali wiklinę pochodzącą z ich własnych zasobów, z terenów wydzierżawionych od Zarządu Komunikacji Wodnej oraz wycinaną nielegalnie na pobliskiej Kępie Wieloryb. Wiklina z tej kępy była bowiem zarezerwowana i używana na faszynę tam na Wiśle.
Oprócz tego chłopi z Lasa wypasali na kępie bydło.
W wyniku rabunkowej eksploatacji kępa została wyniszczona i wiklinę musiano sprowadzać z odległych miejsc.
Mieszkańcy Lasa od dawnych czasów zajmowali się połowem ryb. Było to szczególnie łatwe na wiosnę po opadnięciu wód powodziowych. Wierzchowski nie precyzuje jednak, czy miało to miejsce w pobliżu kępy. Według innych źródeł na wiosnę okoliczni mieszkańcy łowili szczupaki wpływające na tarlisko w łachę i na zalane łąki, skąd zresztą miałaby pochodzić nazwa kępy.

## Hydrologia

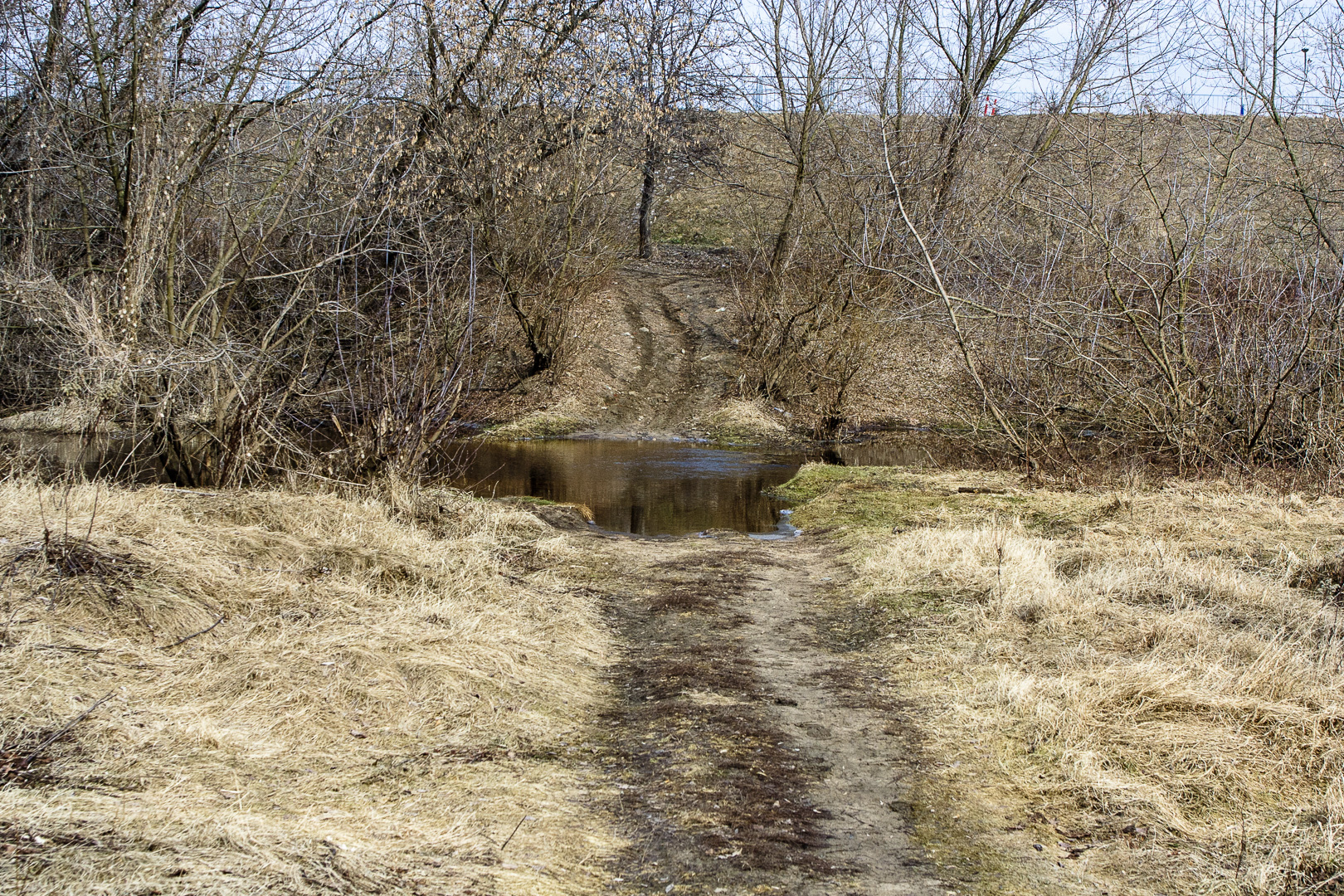
Kępa Wieloryb, dalej Stara Wisła i wał przy ul. Wał Miedzeszyński

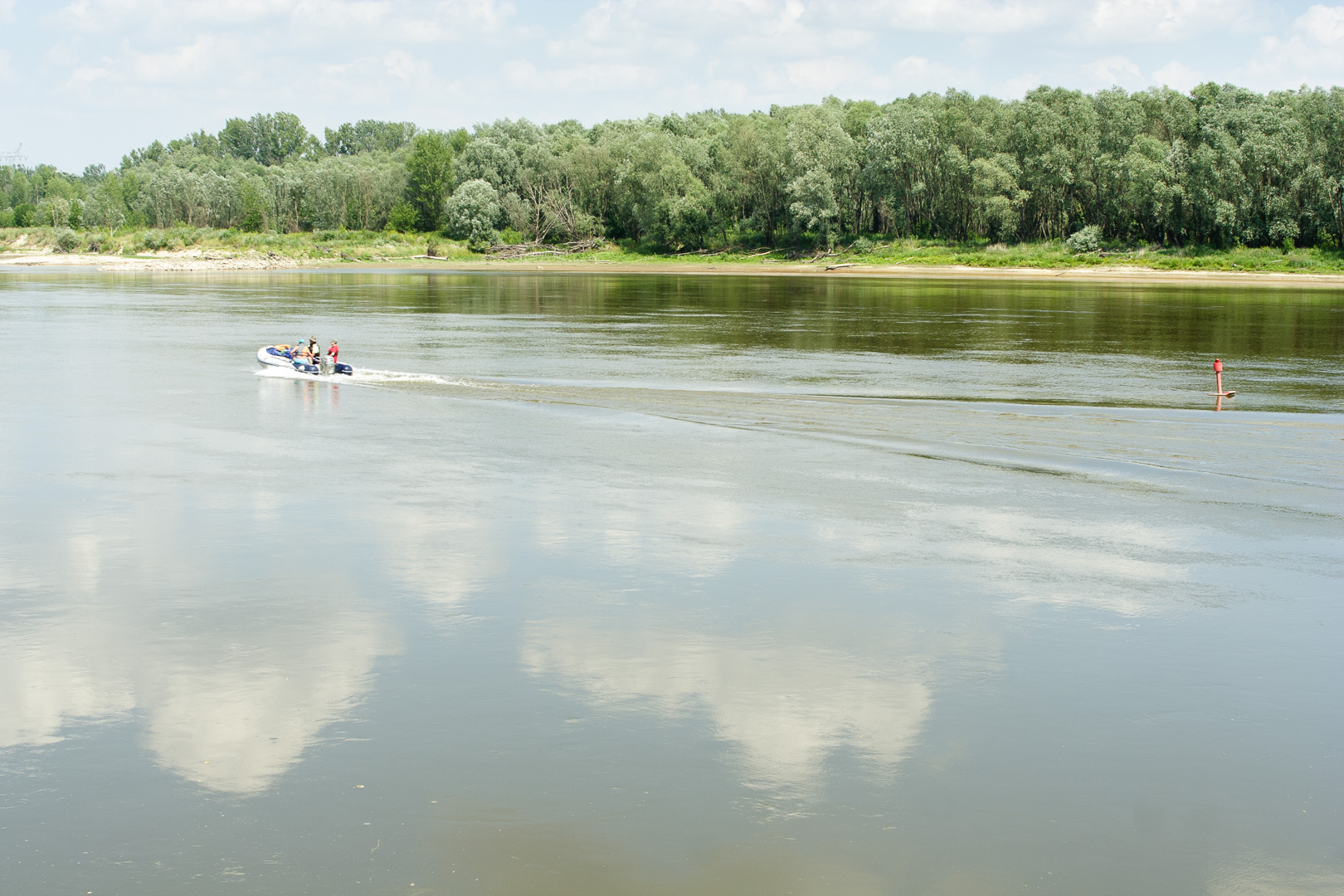
Brzeg Kępy Wieloryb na wysokości ujścia Wilanówki

Ten położony w międzywalu Wisły teren jest zagrożony powodzią i regularnie zalewany falą powodziową.

## Historia
Na Kępach Wieloryb i Cisie zbierali się spiskowcy w czasie rewolucji 1905 roku.
Podczas okupacji hitlerowskiej w trakcie II wojny światowej wyspa Wieloryb była jednym z miejsc, gdzie odbywały się konspiracyjne szkolenia wojskowe okolicznych strażaków.
Pod koniec wojny przez wyspę Wieloryb przeszły przez linię frontu do Miedzeszyna dwie grupy osób. Najpierw w nocy z 10 na 11 sierpnia 1944 grupa około 30 harcerzy wawerskich, bardzo dobrze uzbrojonych, potem 14/15 sierpnia około 200 mieszkańców okolicznych miejscowości, głównie mężczyzn. Obydwie grupy zebrały się wcześniej w Lasie. Kilka osób zginęło na minach i od pocisków, wśród harcerzy tylko jeden został ranny. Harcerze po spotkaniu Rosjan byli wiele godzin przesłuchiwani przez NKWD, pozostali składali wyjaśnienia u władz sowieckich. Niektórzy harcerze zostali aresztowani, po czym umieszczono ich w stodole we wsi Boryszew razem z żołnierzami AK, głównie 27 Wołyńskiej Dywizji Piechoty, którzy próbowali dostać się z pomocą do Warszawy. Potem wszystkich więźniów stodoły przewieziono na Majdanek w Lublinie (do byłego niemieckiego obozu koncentracyjnego). Na Majdanku przetrzymywani byli wtedy żołnierze AK, volksdeutsche i Ukraińcy. Po wywiezieniu oficerów AK dalej na wschód przestano się nimi interesować. Wkrótce udało im się uciec z obozu. Wrócili dopiero we wrześniu po oswobodzeniu Pragi i okolic.

## Galeria
| - Na Kępie Wieloryb - Na Kępie Wieloryb - Las łęgowy poniżej skarpy po stronie Wisły - Stara Wisła ze stoku Wału Miedzeszyńskiego, po drugiej stronie Kępa Wieloryb - Opaska brzegowa umacniająca fragment brzegu kępy - Brzeg tuż na południe od tego miejsca |